# История внешней торговли Великого Новгорода

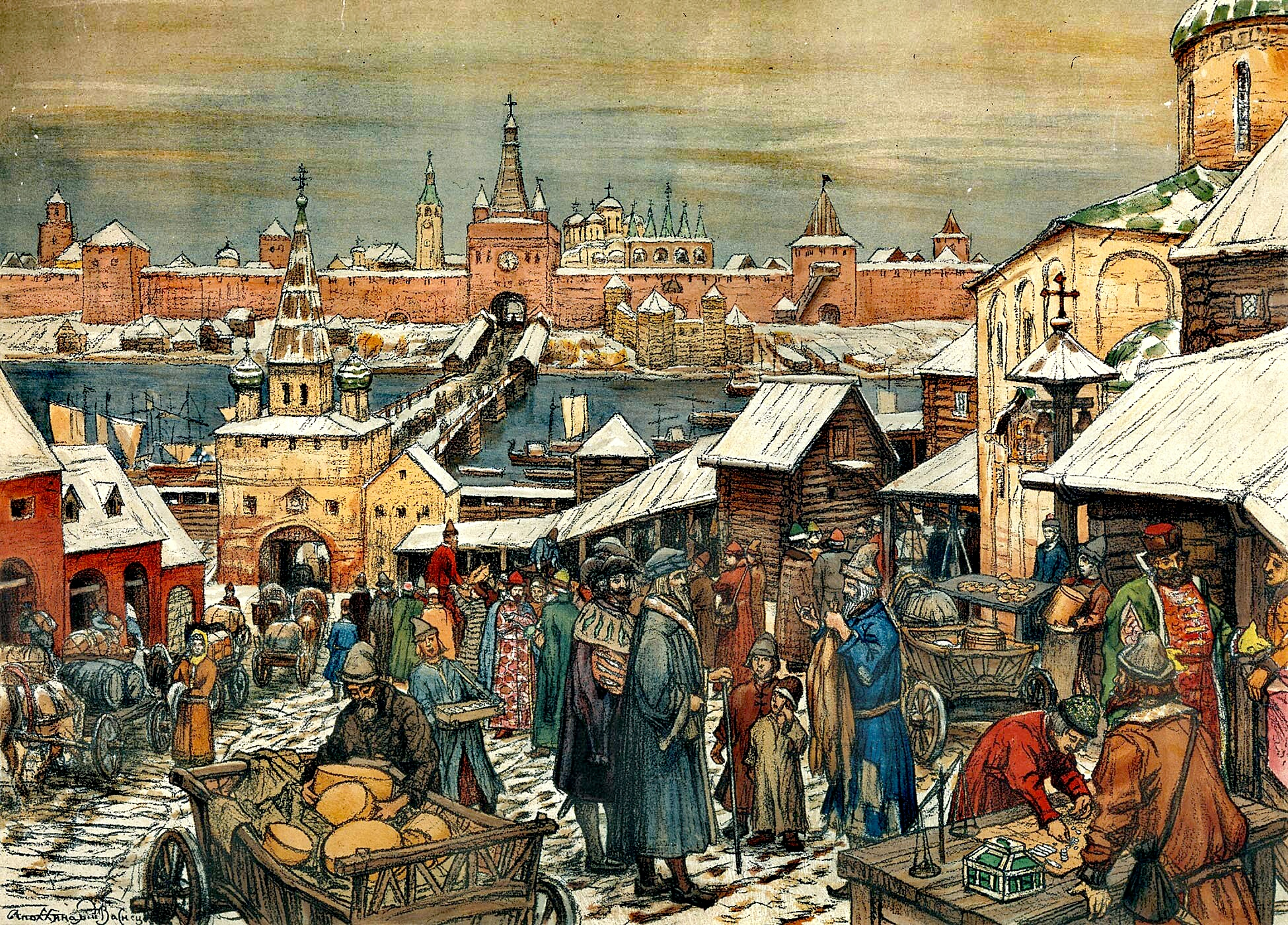
«Новгородский торг XVII века» Аполлинария Васнецова

Великий Новгород располагался на пересечении важных торговых путей и был крупнейшим центром внутренней и внешней торговли Руси.
Путь из Скандинавии в Византийскую империю и Волжский путь, соединяющий Русь с Ближним Востоком были особенно важны до монгольского нашествия. На протяжении всей своей истории Новгород имел торговые связи с жителями Балтийского побережья, скандинавские саги называли его «торговый город». В конечном итоге в балтийской торговле стали преобладать немецкие города, объединённые в Ганзейский союз, самая восточная контора которого находилась в Новгороде. Новгород вёл с Ганзой активную торговлю на фоне периодических военных столкновений.
Через Новгород в западную Европу вывозились меха, мёд, воск, кожа и рыба, а ввозились серебро, сукно, вино, соль и сельдь. В торговле участвовали новгородцы разного социального положения, в том числе профессиональные купцы, помещики, крестьяне и ростовщики. Центром торговли в Новгороде был Торг, расположенный на противоположной стороне Волхова от Кремля.

## Торговля с Западной Европой

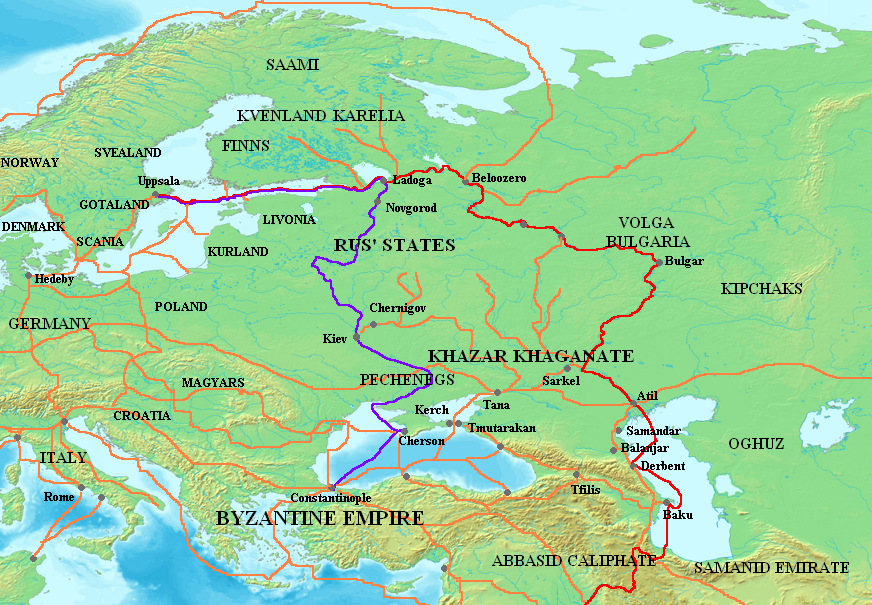
Основные торговые пути VIII—XI веков

В Новгороде сходились несколько важных торговых путей: на юг по Днепру (путь из варяг в греки), на восток по Волге и на запад через Балтийское море.
Торговые контакты новгородцев с жителями Балтийского побережья имели место с древнейших времен и со временем приобретали все большее значение. Скандинавские саги описывают Новгород (Хольмгард) как «торговый город», куда приезжали скандинавские купцы, скупавшие меха и роскошные ткани. Сходство предметов, найденных в кладах Новгорода и южного побережья Балтики, свидетельствует о контактах между регионами.
Связь с Готландом была установлена в X веке и укрепилась к XII веку, когда готландские купцы основали в Новгороде торговый дом, известный как Готский двор, с церковью св. Олафа. В это время новгородцы сами плавали по Балтике (о нескольких инцидентах с участием новгородских купцов на Готланде и в Дании сообщается в Новгородской Первой летописи) и имели на Готланде торговую факторию, от которой сохранились только руины православной церкви.
Постепенно в торговле на Балтике начали доминировать немецкие города, которые со временем объединились в Ганзейский союз. В Новгороде находилась самая восточная торговая фактория Ганзы. Со временем сложилась следующая схема торговли: две группы купцов отправлялись в Новгород из ливонских городов два раза в год, летом и зимой. Они путешествовали как по морю, так и по суше. Морской путь шёл из Ревеля на остров Котлин, где товары перегружались на русские речные суда, затем по Неве, Ладожскому озеру и Волхову. Значение сухопутного пути возросло во время конфликтов между Новгородом и Швецией в конце XIII — начале XIV веков.
Несмотря на процветавшую торговлю между Новгородом и Ганзой, между ними неоднократно происходили конфликты, причиной которых обычно были разногласия по условиям торговли, нарушения установленных правил и нападения на купцов. Торговая война 1385—1391 годов была завершена Нибуровым миром, устанавливавшим условия торговли. Договор давал купцам право свободного прохода и устанавливал принцип индивидуальной ответственности за правонарушения, в отличие от прежней практики коллективной ответственности.
Договор стал основой взаимоотношений Новгорода с немецкими городами на следующие сто лет, но не предотвратил многочисленные конфликты в XV веке. Разногласия касались права новгородских купцов самостоятельно вести морскую торговлю и условий торговли. Немецкие купцы имели право осматривать меха и воск (в частности «колупать» воск, откалывая куски для проверки качества вес которых не засчитывался в вес купленного воска), тогда как русские купцы должны были покупать партии сукна, бочки с селедкой и вином и мешки соли, не осматривая и не взвешивая их. В то же время возросло значение торговли с неганзейскими городами, такими как Нарва, Выборг и Стокгольм.

## Товары

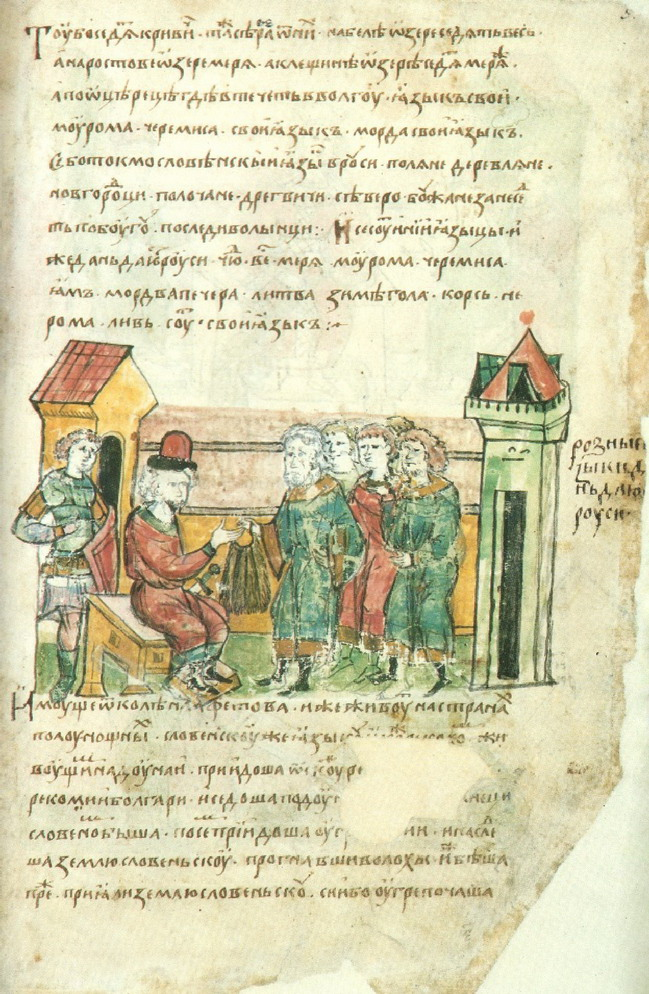
Дань меха (миниатюра из Радзивилловской летописи). Новгород получал мех из своих владений и вывозил его в Западную Европу.

Мех доминировал в экспорте Новгорода в Западную Европу, где из него шили модную одежду для элиты. Белка составляла основную часть экспорта, а остальную часть составляли более ценные соболь, норка и куница. Меха поступали из обширных земель к северу и востоку от Новгорода, где пушного зверя было так много, что по выражению Ипатьевской летописи белки падали с неба. Новгород также вывозил мед, воск, кожу и рыбу.
Серебро, ткань, вино, соль и сельдь были импортированы из Западной Европы. Новгород также импортировал серебро и другие металлы, такие как медь, олово и свинец. Поскольку они были нужны для вооружения, Швеция и Ливонский орден пытались остановить эту торговлю во время конфликтов с Новгородом.

## Восточная торговля
Путь из варяг в греки шёл на юг через Киев, где у Новгородских купцов был двор на Подоле. Этим путем из Византии ввозились шелк, стекло, вино, масло и изделия из стекла. Торговля прекратилась после разграбления Киева монголами в 1240 г.
Волжский путь имел важное значение в IX и X веках, когда большое количество серебра ввозилось через Болгар и Новгород в Северную Европу. Торговля продолжалась даже после монгольского нашествия; однако это направление уже не имело для Новгорода первостепенного значения.
Зерно с других русских территорий («низа») было жизненно важно для Новгорода, поскольку Новгородская земля не была надежно самодостаточной в этом отношении. Зерно транспортировалось по Волге и её притокам, причем торговля контролировалась городом Торжком.

## Торговцы, налоги и регулирование

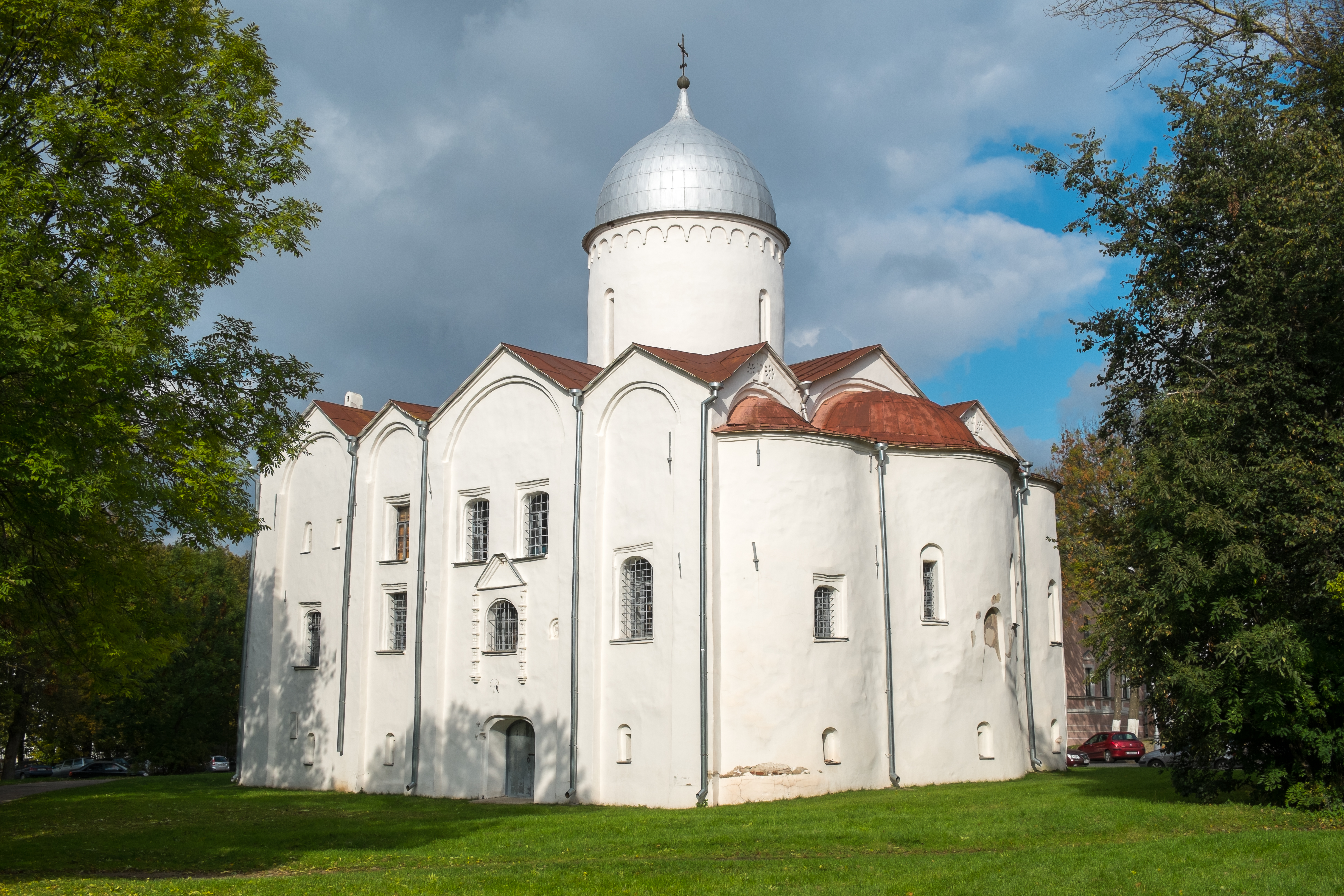
В Церкви Иоанна на Опоках находились эталоны веса и длины

Анализ берестяных грамот показал, что в торговле участвовали новгородцы практически всех социальных слоев: профессиональные купцы, помещики, крестьяне и ростовщики.
Гостями называли купцов, ведших торговлю с Западной Европой и другими русскими городами. Некоторые из них образовали объединения, из которых наиболее известными были объединение торговцев воском, известное как «Иванова сотня», и объединение заморских купцов.
Новгородский Торг, на другой стороне Волхова от Кремля, был центром торговли в городе. Здесь располагались набережные, торговые ряды, купеческие церкви и иноземные купеческие дворы. При раскопках Готского двора были найдены предметы, принадлежавшие немецким купцам, в том числе берестяная грамота с надписью на латыни. Споры между купцами находились в ведении купеческого суда, в состав которого входили тысяцкий и два представителя купечества. Он находился возле церкви Иоанна Предтечи на Опоках, где также хранились эталоны веса и длины.
Торговые сборы первоначально собирались князьями, но в XIII веке это право получили купеческие корпорации. Правила торговли были закреплены в договорах между новгородскими князьями Всеволодом и Ярославом. В договорах устанавливался размер пошлин, уплачиваемых новгородскими купцами с земель, принадлежавших князю, и запрещалось учреждение таможни и вмешательство в международную торговлю. Эти условия послужили прецедентом и продлевались во всех последующих договорах между Новгородом и его князьями до конца республики.